# Hermonassa furva
Hermonassa furva är en fjärilsart som beskrevs av W. Warren 1912. Hermonassa furva ingår i släktet Hermonassa och familjen nattflyn. Inga underarter finns listade i Catalogue of Life.